# Fașcivka, Rovenkî
Fașcivka (în ucraineană Фащівка) este o așezare de tip urban din raionul Rovenkî, regiunea Luhansk, Ucraina. În afara localității principale, nu cuprinde și alte sate.

## Demografie
Componența lingvistică a așezării de tip urban Fașcivka
     Rusă (97,44%)
     Ucraineană (2,28%)
Conform recensământului din 2001, majoritatea populației așezării de tip urban Fașcivka era vorbitoare de rusă (97,44%), existând în minoritate și vorbitori de ucraineană (2,28%).